# Alfred Antkowiak
Alfred Antkowiak (Pseudonym: Michael O. Güsten, * 9. August 1925 in Köln; † 6. September 1976 in Ost-Berlin) war ein deutscher Verlagslektor und Schriftsteller.

## Leben
Alfred Michael Otto Antkowiak wirkte ab 1950 als Kulturfunktionär in Thüringen. Er gehörte der thüringischen Landesleitung der SED an und war Vorsitzer des Thüringischen Schriftstellerverbandes. Ab 1953 war er Lektor im Berliner Aufbau-Verlag. Wegen seiner Kontakte zu den oppositionellen Kreisen um Wolfgang Harich und Walter Janka wurde er als Parteifeind denunziert und vom Ministerium für Staatssicherheit observiert. Im Januar 1958 wurde Antkowiak verhaftet und zu zweieinhalb Jahren Zuchthaus verurteilt. Während seines Aufenthalts im Zuchthaus Bautzen unterzeichnete er eine Verpflichtungserklärung als „GI“ (Geheimer Informator, später: „IM“, Inoffizieller Mitarbeiter) des Ministeriums für Staatssicherheit. Nach seiner Entlassung im Juli 1960 erhielt er eine Stelle im Lektorat des Verlages Volk und Welt. In den folgenden Jahren lieferte Antkowiak unter dem Decknamen „Michel Roiber“ zahlreiche Berichte über Autorenkollegen an die DDR-Staatssicherheit.
Alfred Michael Otto Antkowiak veröffentlichte in den frühen Fünfzigerjahren eine Reihe von  literaturwissenschaftlichen Werken; nach seiner Haftentlassung schrieb er einige erzählende Werke, Theaterstücke und Sachbücher. Der Schwerpunkt seiner literarischen Tätigkeit lag in den Sechziger- und Siebzigerjahren auf der Herausgabe und dem Übersetzen fremdsprachiger Autoren für den DDR-Buchmarkt. Dies geschah häufig in Zusammenarbeit mit seiner Ehefrau, der Übersetzerin Barbara Antkowiak.
Das Pseudonym Michael O. Güsten nutzte Alfred Michael Otto Antkowiak nach einem ihm auferlegten Schreibverbot.

## Werke
- Nikolai Gogol, Berlin 1952
- Begegnungen mit Literatur, Weimar 1953
- Ludwig Renn. Erich Maria Remarque, Berlin 1965 (zusammen mit Pawel Poper)
- Der Tausendfüßler, Halle/S. 1968 (unter dem Namen Michael O. Güsten)
- Die Liga der Gelben Rose, Halle (S.) 1969 (unter dem Namen Michael O. Güsten)
- Sagen Sie bloß, die Bourbonen kommen wieder!, Berlin 1973 (unter dem Namen Michael O. Güsten)
- Die Hölle hält, was sie verspricht, Halle (Saale) 1974
- El Dorado, Berlin 1976
- Tupac Amaru oder Die letzte Rebellion des Inka, Halle 1977

## Herausgeberschaft
- Denis Diderot: Diderot, Weimar 1953 (herausgegeben zusammen mit Lothar Berthold)
- Sowjetische Literaturkritik, Berlin 1953
- Christian Friedrich Daniel Schubart: Einigkeit der Freiheit Amme sei ..., Berlin 1956
- Der Mord in der Via Belpoggio, Berlin (herausgegeben zusammen mit Barbara Antkowiak)
  - 1 (1964)
  - 2 (1964)
- Eine seltsame Liebe, Berlin [u. a.] 1964
- Der Fall mit dem verdrehten Schal, Berlin (herausgegeben zusammen mit Barbara Antkowiak)
  - 1 (1966)
  - 2 (1966)
- 22 schwedische Erzähler, Berlin 1967
- Die wunderschöne Dame, Berlin 1969 (herausgegeben zusammen mit Barbara Antkowiak)
- 15 dänische Erzähler, Berlin 1970
- Zum Beispiel Liebe, Berlin (herausgegeben zusammen mit Barbara Antkowiak)
  - 1 (1971)
  - 2 (1971)
- Die Streiche des Trubert und andere Schelmengeschichten, Berlin 1973 (herausgegeben zusammen Karl Heinz Berger)
- 21 Erzähler aus Belgien und den Niederlanden, Berlin 1976
- Dänische Dramen, Berlin 1977 (herausgegeben zusammen mit Rudolf Kähler und Udo Birckholz)

## Übersetzungen
- Jorge Amado: Gabriela, Berlin 1962 (übersetzt zusammen mit Gerhard Lazarus und Ernst-August Nicklas)
- Aluísio Azevedo: Der Mulatte, Berlin 1964 (übersetzt unter dem Namen Michael O. Güsten)
- Louis Paul Boon: Menuett, Berlin [u. a.] 1975 (übersetzt zusammen mit Barbara Antkowiak)
- Pierre Gamarra: Der Mörder erhielt den Prix Goncourt, Berlin 1965 (übersetzt unter dem Namen Michael O. Güsten)
- Per Wahlöö: Das Lastauto, Berlin 1969 (übersetzt unter dem Namen Michael O. Güsten, zusammen mit Barbara Antkowiak)